# VIS Idoli
VIS Idoli é uma banda new wave fundada em Belgrado, capital da ex-Iugoslávia (atualmente Sérvia), no dia 1.º de março de 1980. A formação incluía Vlada Divljan, Zdenko Kolar, Boža Jovanović, Srđan Šaper e Nebojša Krstić. O grupo começou a tocando no Centro Cultural Estudantil de Belgrado (SKC - Studentsko Kulturni Centar) e logo se tornaria o maior expoente new wave da cidade. Acabou em 1985.

## Discografia
- VIS Idoli (1981, Jugoton)
- Odbrana i poslednji dani (1982, Jugoton)
- Čokolada (1983, Jugoton)
- Šest dana Juna (1985, Jugoton)